# Monte Estoril
Monte Estoril es una localidad portuguesa situada en la freguesía de Cascais e Estoril, del municipio de Cascaes y distrito de Lisboa.

## Geografía
La bella ciudad en la colina de Monte Estoril está situada entre Estoril y Cascaes. 

## Historia
La ciudad alberga el Museo Verdades-Faria, construido en 1917 por Jorge O'Neil. Posteriormente, en 1942, el edificio fue adquirido por Mantero Belard y dedicado al apoyo de las artes y los artistas. Tras su muerte fue donado al Concejo de Cascaes con la denominación de Verdades Faria y temporalmente fue la sede del Museo Regional de Música Portuguesa.

## Transportes
Línea de Urbanos de Cais do Sodré-Cascaes de Comboios de Portugal.